# Buxbaumia thorsborneae
Buxbaumia thorsborneae là một loài rêu trong họ Buxbaumiaceae. Loài này được I.G. Stone mô tả khoa học đầu tiên năm 1983.